# Herb gminy Dąbrowa Chełmińska
Herb gminy Dąbrowa Chełmińska – jeden z symboli gminy Dąbrowa Chełmińska, ustanowiony 14 czerwca 2006.

## Wygląd i symbolika
Herb przedstawia na tarczy typu hiszpańskiego w polu zielonym złotą gałązkę dębową (z jednym żołędziem i dwoma liśćmi), nawiązującą do nazwy gminy. Tarcza jest otoczona czarną obwódką. 